# Fonderie Cornille-Havard
La fonderie Cornille-Havard est une fonderie de cloches située à Villedieu-les-Poêles dans la Manche. L'entreprise a été fondée en 1865 par Adolphe Havard.

## Histoire
Le 23 avril 2014, Thérèse-Bénédicte (pesant 1,1 tonne et sonnant un Mi3), la cloche de la paix et de la liberté, et Rose-Françoise (pesant 518 kg et sonnant un La3), la cloche de l'espérance, toutes deux fondues par Cornille-Havard à Villedieu, arrivent à la cathédrale de Bayeux. Elles sont ensuite exposées dans la nef pendant plusieurs semaines. Le vendredi 6 juin 2014, lors de la cérémonie œcuménique du 70e anniversaire du débarquement au cours de laquelle la cloche de la paix et de la liberté a été bénite par le père Laurent Berthout, en présence du Prince Charles, du premier ministre Manuel Valls, du premier ministre britannique David Cameron, du premier ministre australien Tony Abbott, et du gouverneur général de Nouvelle-Zélande Jerry Mateparae. Ce jour-là, le prince de Galles représente la Reine Élisabeth II, marraine britannique de la cloche. Les huit autres parrains, également présents lors de la cérémonie, sont des enfants et adolescents issus de huit pays différents : Gabrielle (Canada), Louis (France), Océane (Pays-Bas), Jan (Pologne), Audrey (Belgique), Lukas (Allemagne), Sperry (États-Unis) et Synne-Marie (Norvège). Le dimanche 8 juin 2014, la cloche de l'espérance est bénite à son tour. Les deux cloches sont ensuite installées dans le beffroi de la tour sud de la cathédrale à 30 mètres de hauteur, par une grue, le 10 juin 2014. Elles sonnent pour la première fois le 14 juin 2014. Depuis, la cloche de la paix et de la liberté sonne le jour des fêtes nationales des pays dont sont issus ses neuf parrains. Ainsi, tous les 14 juillet, jour de la fête nationale française, après la sonnerie de l'hymne européen au carillon de la cathédrale, Thérèse-Bénédicte sonne pour la France.
Le 8 février 2024, la fonderie coule une nouvelle cloche pour le trois-mâts barque Belem, qui transportera la flamme olympique quelques semaines plus tard. 
C'est aussi Cornille-Havard qui a fondu la fameuse cloche en bronze que les champions sonnaient avec emballement après leurs victoires lors des JO de Paris 2024, une pratique lancée par Antoine Dupont et ses partenaires du rugby à 7. Le matin du jeudi 7 novembre 2024, cette cloche est accueillie et bénie, avec deux autres, sur le parvis de Notre-Dame de Paris par Monseigneur Olivier Ribadeau Dumas, le recteur-archiprêtre de Notre-Dame, en présence de Tony Estanguet, le président du Comité d’organisation de Paris 2024 et de Paul Bergamo de directeur de la fonderie. Ces cloches seront ensuite installées dans la cathédrale. Depuis sa réouverture, les 7 et 8 décembre 2024, les trois cloches sont entendues plusieurs fois par jour, quotidiennement par des milliers de fidèles et de visiteurs venus du monde entier, « non plus pour signifier la victoire des athlètes mais pour signifier la victoire de la vie sur la mort et de la lumière sur les ténèbres ».
En plus de son métier de fondeur de cloches, l’entreprise fabrique aussi des pièces de fonderie d’art. Les compagnons de l'atelier s'occupent également des carillons, de l'horlogerie monumentale, des abats-sons, des motorisations, des automates, de l’entretien des beffrois en bois ou en métal qui accueillent les différentes cloches, mais aussi de la protection contre la foudre.

## La fonderie
La fonderie n'a que peu évolué depuis sa construction. Le grand four réverbère à double voûte de 1865, chauffé au bois et au charbon, sert aujourd'hui pour la coulée des pièces de grande taille. Un autre four plus récent, datant des années 1950, sert pour les cloches plus petites.
L'activité historique et majoritaire de la fonderie est la fonte de cloches d’églises et de propriétés privées, des carillons mais également d'autres pièces en bronze telles que des pièces d’Art et de décoration, des statues d’artistes et des bas-reliefs. Des plaques commémoratives peuvent y être coulées telles que celle fondue en 2021 pour la ville de Limerick en Irlande, réalisées par Liam Lavery et Eithne Ring en hommage à George Clancy (maire de Limerick) (en) (alors maire de Limerick, abattu avec sa femme à leur domicile) et Michael O’Callaghan (maire de Limerick) (en) (ancien maire, assassiné chez lui après le couvre-feu) tués dans la nuit du 6 au 7 mars 1921 lors de la guerre d'indépendance irlandaise.
Enfin, les cloches de l'église Notre-Dame-de-l'Heure de Mossoul ont également été coulées par Cornille-Havard.

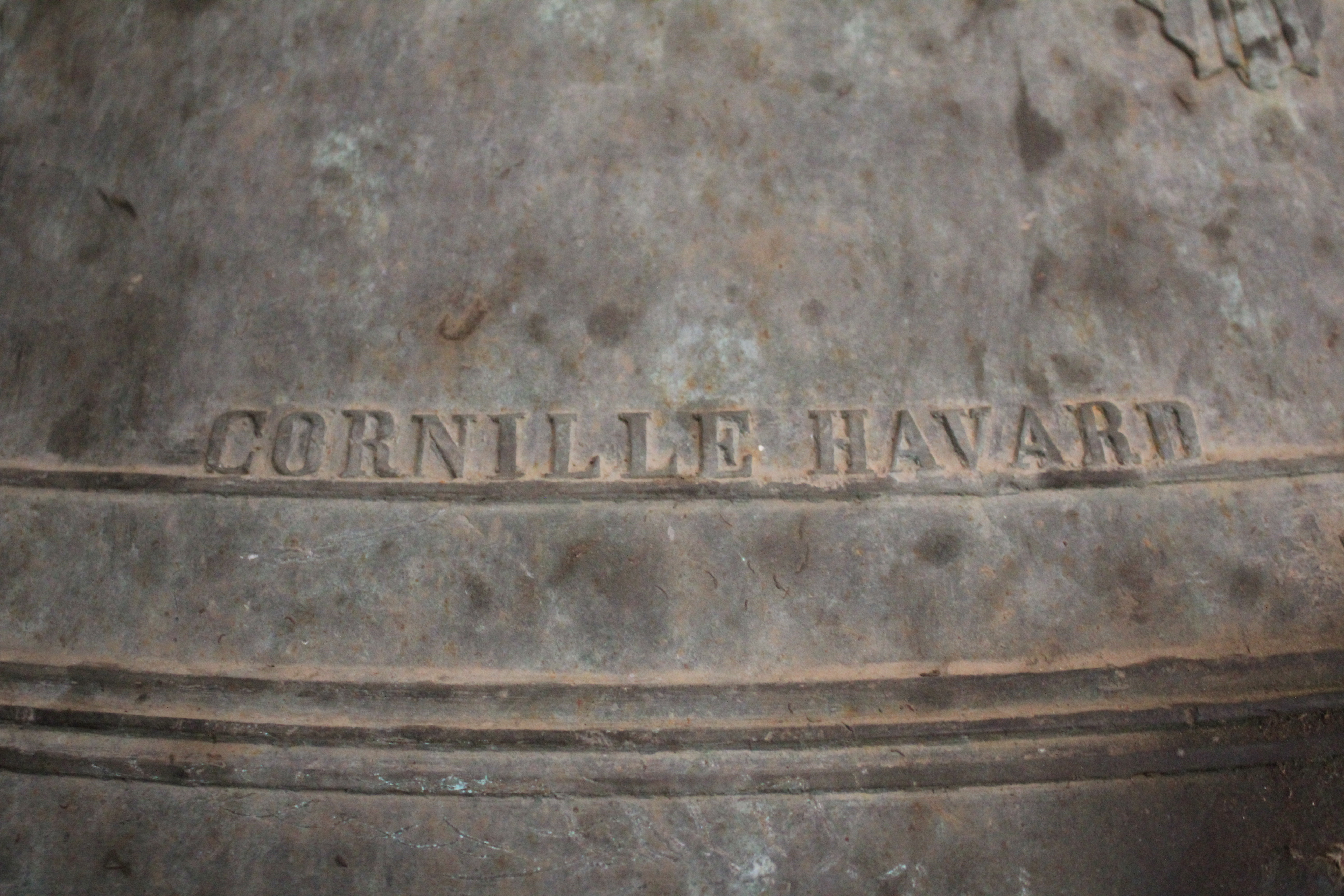
Signature Cornille-Havard sur une cloche de l’église Notre-Dame-de-Victoire de Lorient.
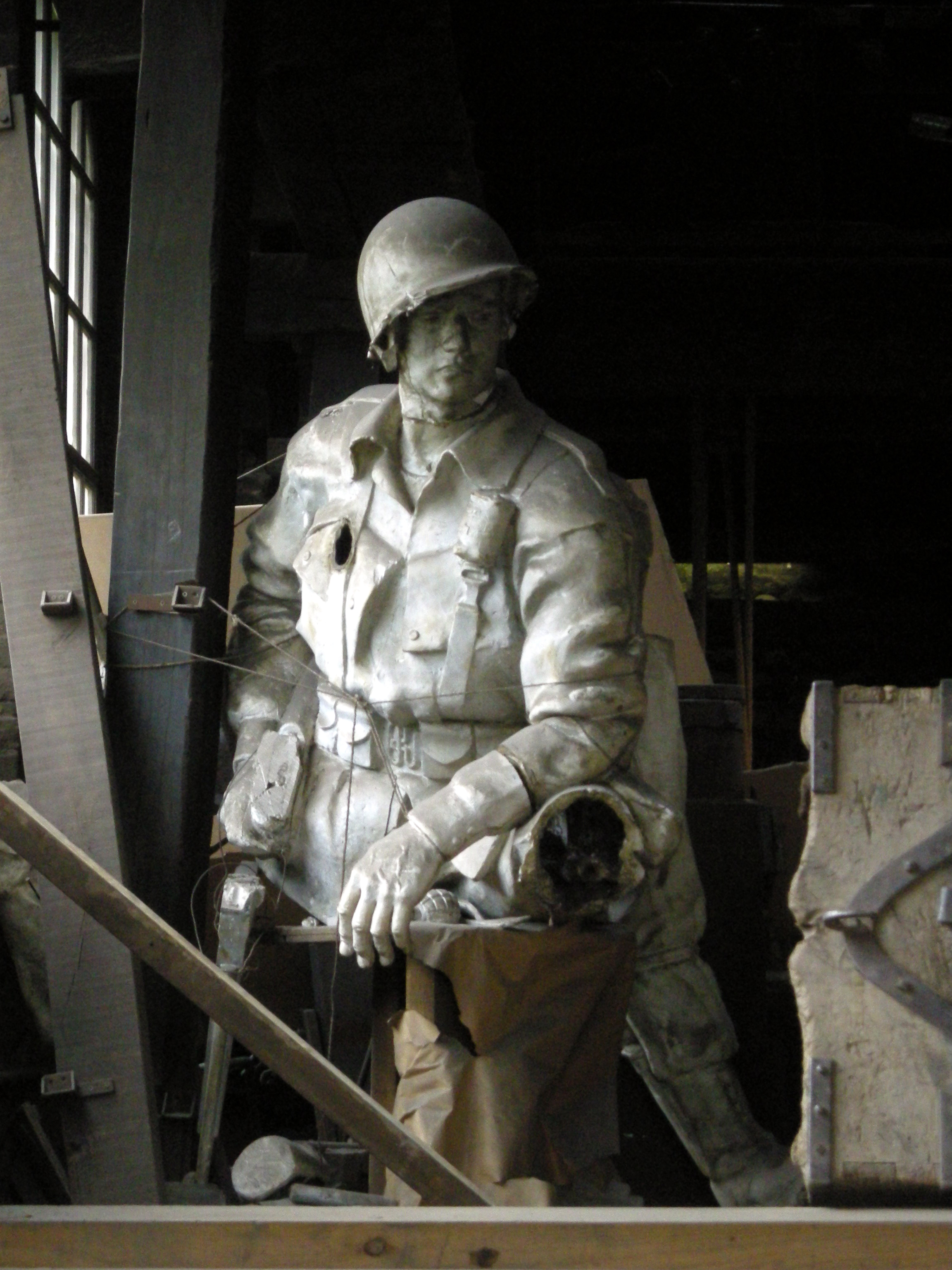
Moule ayant servi à la réalisation de la statue du GI Iron Mike qui se dresse au-dessus du pont de La Fière à Sainte-Mère-Église et dévoilée le 7 juin 1997.
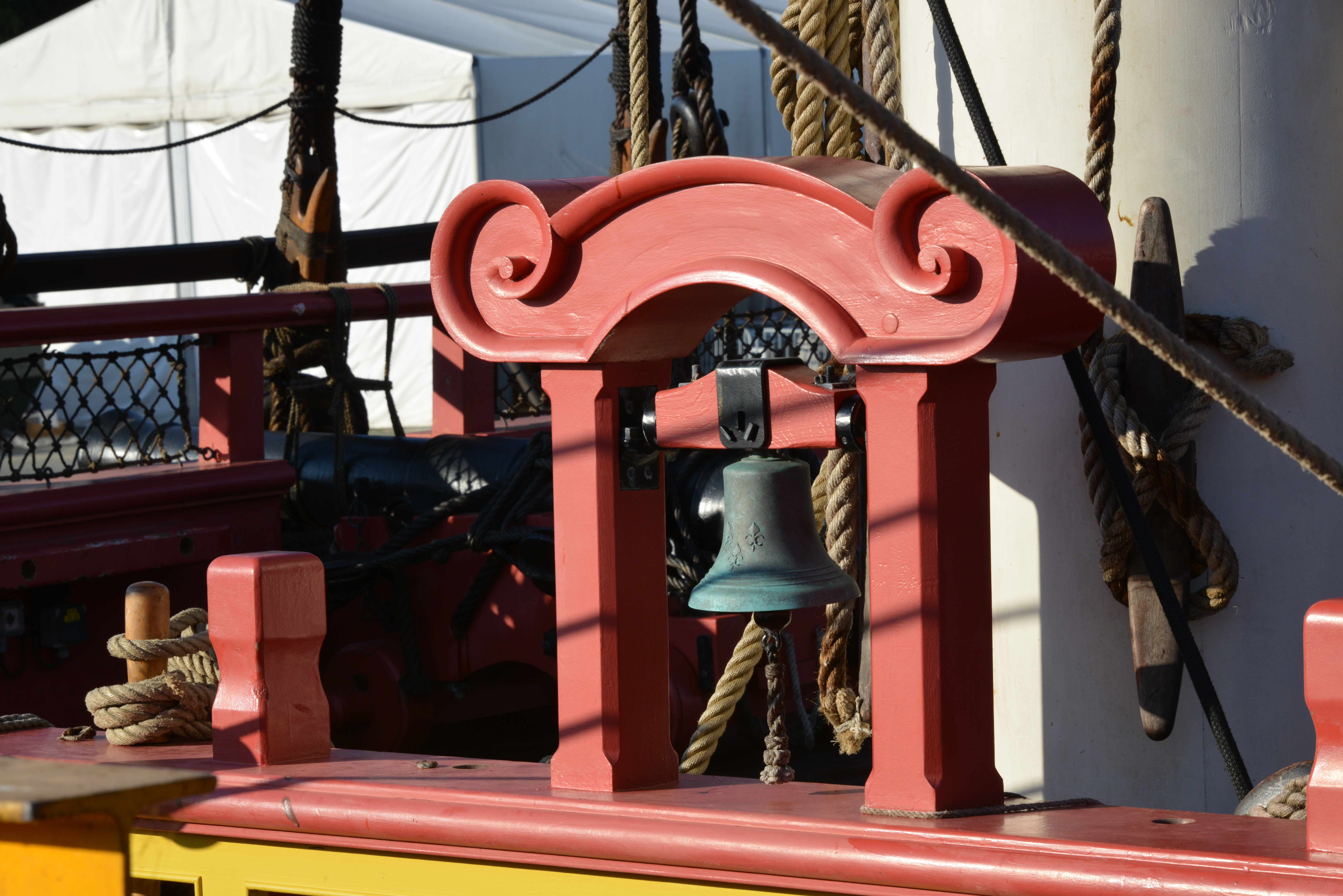
La cloche de quart de la frégate « l'Hermione » de 2012, installée devant le grand mât. Elle a été fabriquée selon un modèle de profil de cloche de quart dessiné dans l’encyclopédie Diderot. Il a fallu adapter les techniques actuelles pour reproduire cette cloche ancienne et retrouver le son correspondant à celui des cloches du XVIIIe siècle.
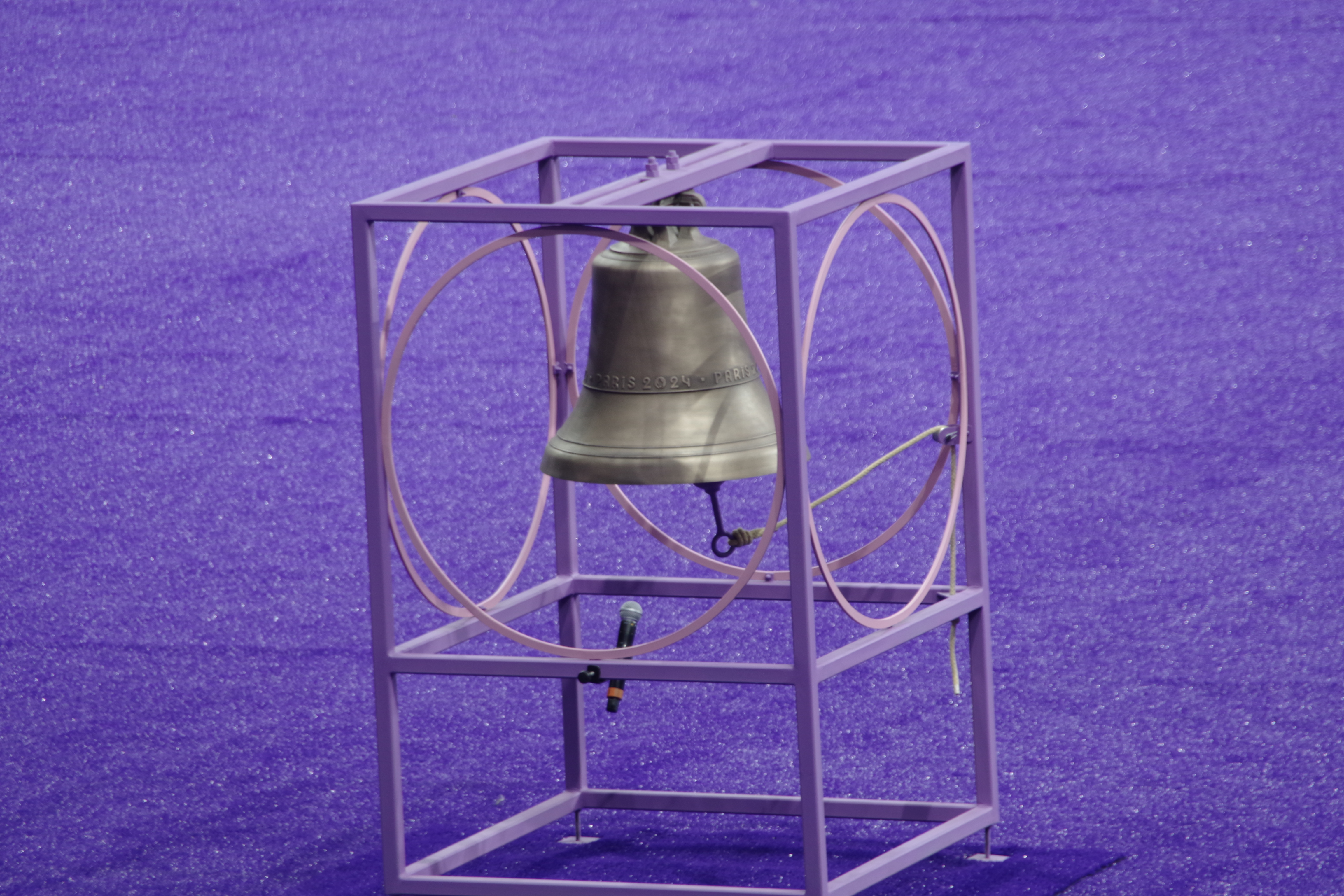
La cloche du Stade de France des Jeux olympiques de Paris 2024.

## Visites
La fonderie Cornille-Havard propose des visites guidées à travers son atelier historique et initie à l'art de fondre des cloches. En 2005 la fonderie accueille 56 750 visiteurs, amateurs éclairés ou simples curieux, ce qui la classe alors en huitième position parmi les sites les plus visités du département.
Le 31 juillet 2009, un moule éclate lors de la coulée d’une cloche de 6,3 tonnes destinée à l’église Saint-Étienne de Mulhouse. Une personne est grièvement blessée et 25 autres le sont légèrement. Du bronze en fusion a été projeté lors de l'accident. La cloche, pesant 6,3 tonnes, se voulait la plus grande de l'histoire de l'entreprise.

## L’ensemble campanaire de Notre-Dame de Paris
En 2012, huit nouvelles cloches sont coulées pour Notre-Dame de Paris à l’occasion de ses 850 ans. Le 31 janvier 2013, elles arrivent à la cathédrale Notre-Dame de Paris. Elles ont pris place dans la tour nord et sont bénies le 2 février 2013. Elles sonnent pour la première fois le 23 mars 2013. La plus grosse baptisée Gabriel pèse 4,2 tonnes et donne un la# 2. Les sept autres sont baptisées Anne-Geneviève (3,4 tonnes, si 2), Denis (2,5 t, do# 3), Marcel (1,9 t, ré# 3), Étienne (1,5 t, fa 3), Benoît-Joseph (1,3 t, fa# 3), Maurice (1 t, sol# 3) et Jean-Marie (782 kg, la# 3).
Un second bourdon baptisé Marie, est installé dans la tour sud. Il a été fondu le 14 septembre 2012 par la fonderie Royal Eijsbouts, aux Pays-Bas. Selon les informations données à la télévision française[évasif], la dimension (diamètre 206,5 cm) et la masse (6,023 t) de ce bourdon dépassaient les capacités de la fonderie Cornille-Havard.

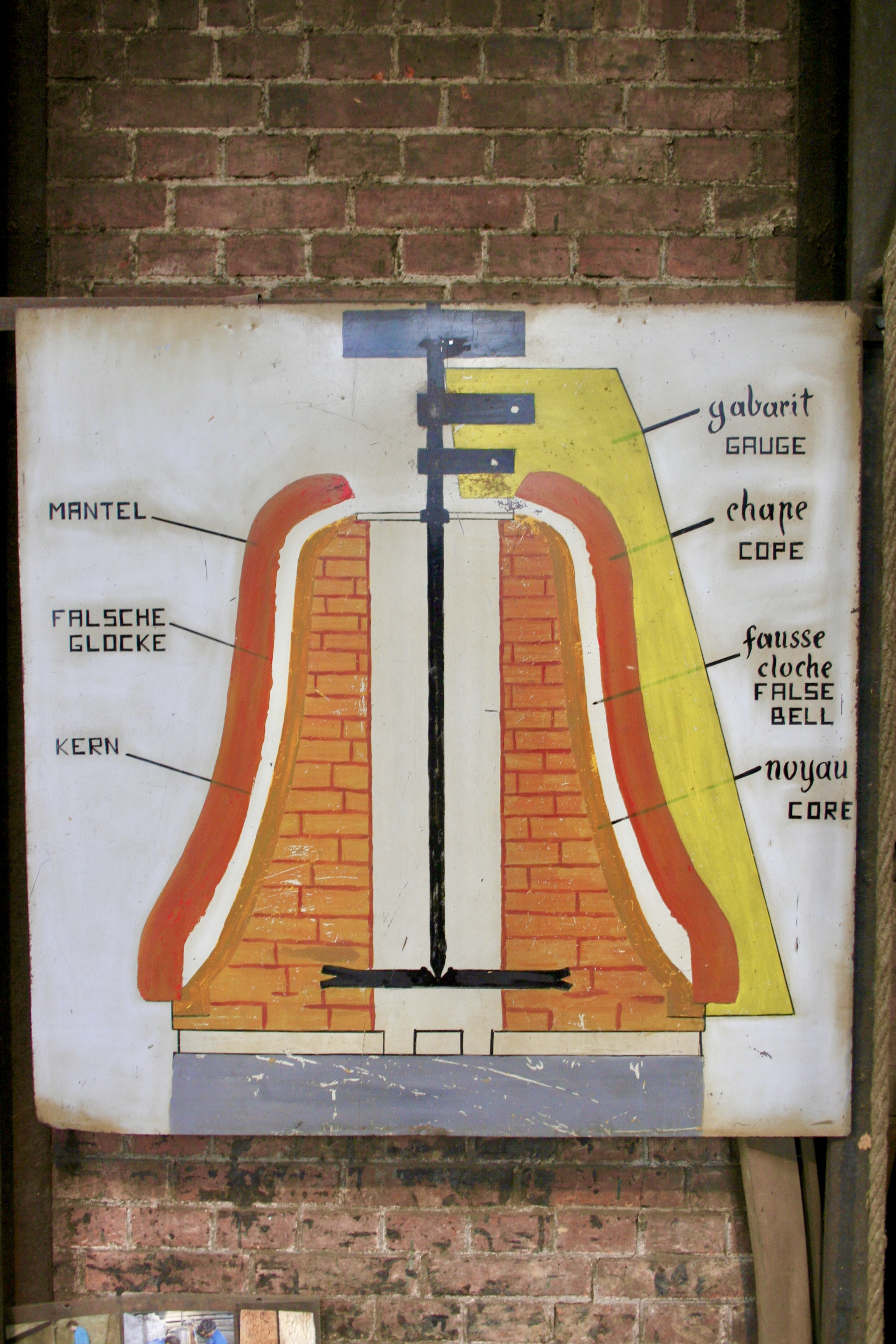
0 • Shéma de la création d'une cloche.
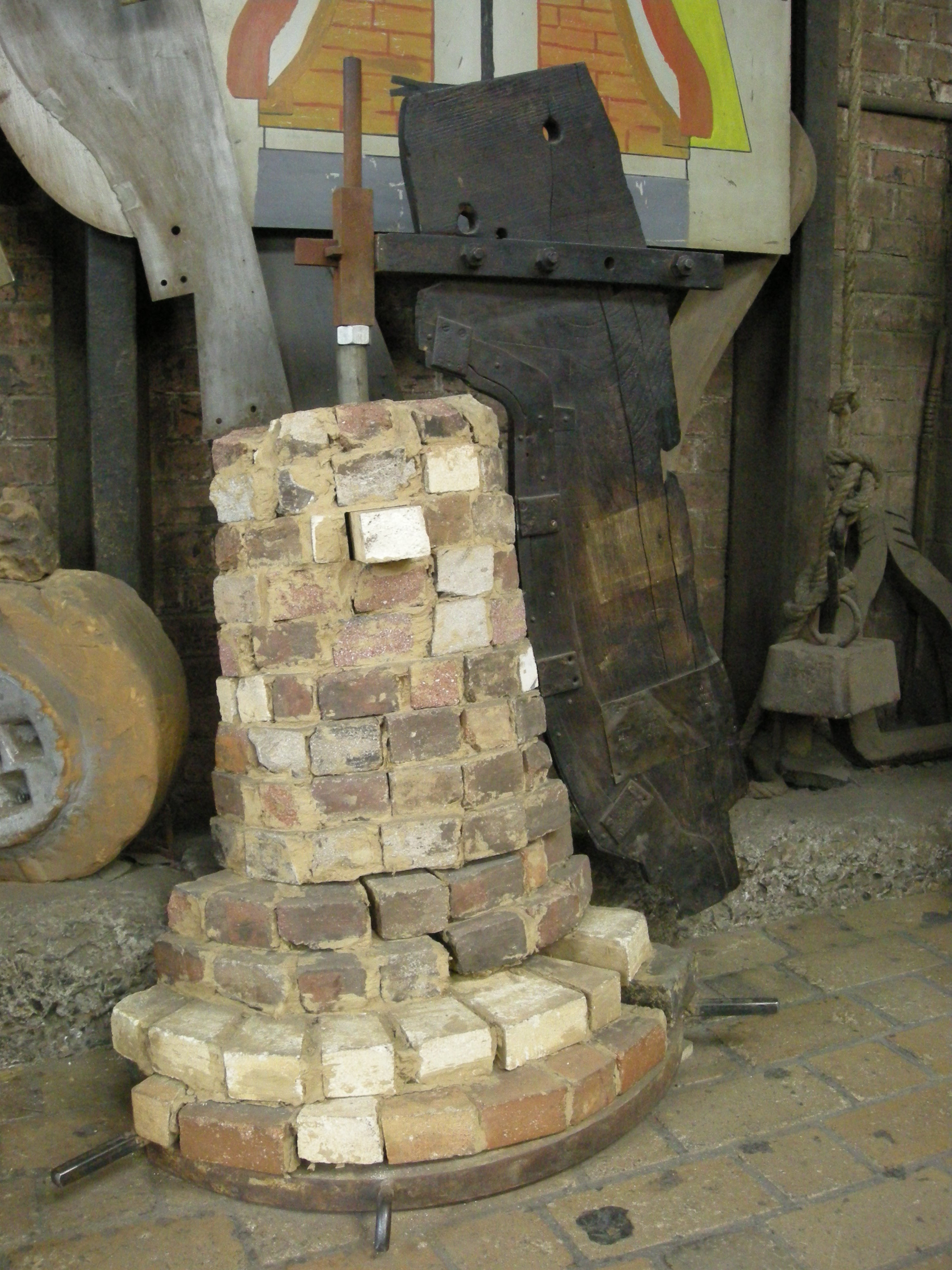
1 • Noyau en briques réfractaires.
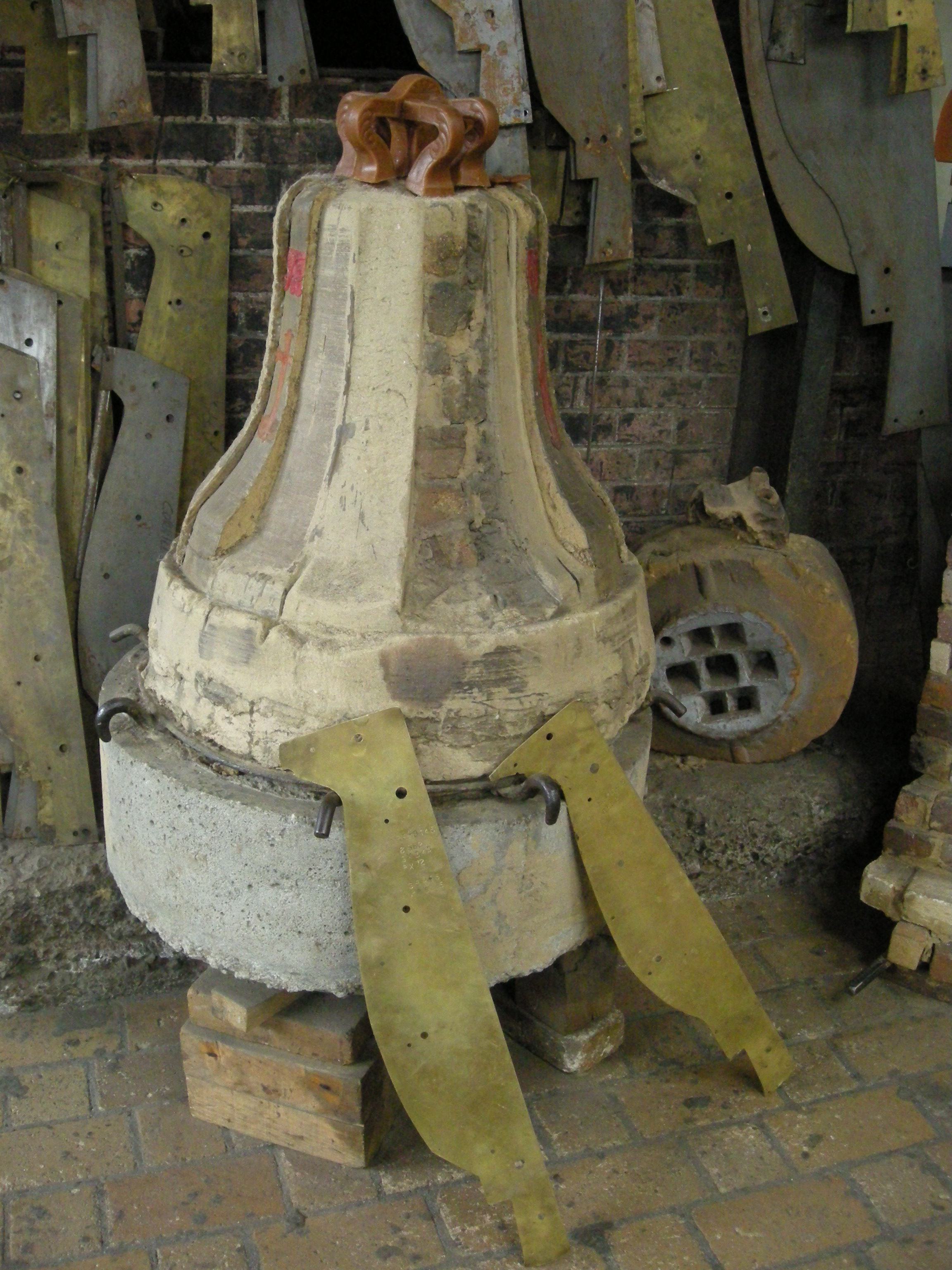
2 • Enduit du noyau.
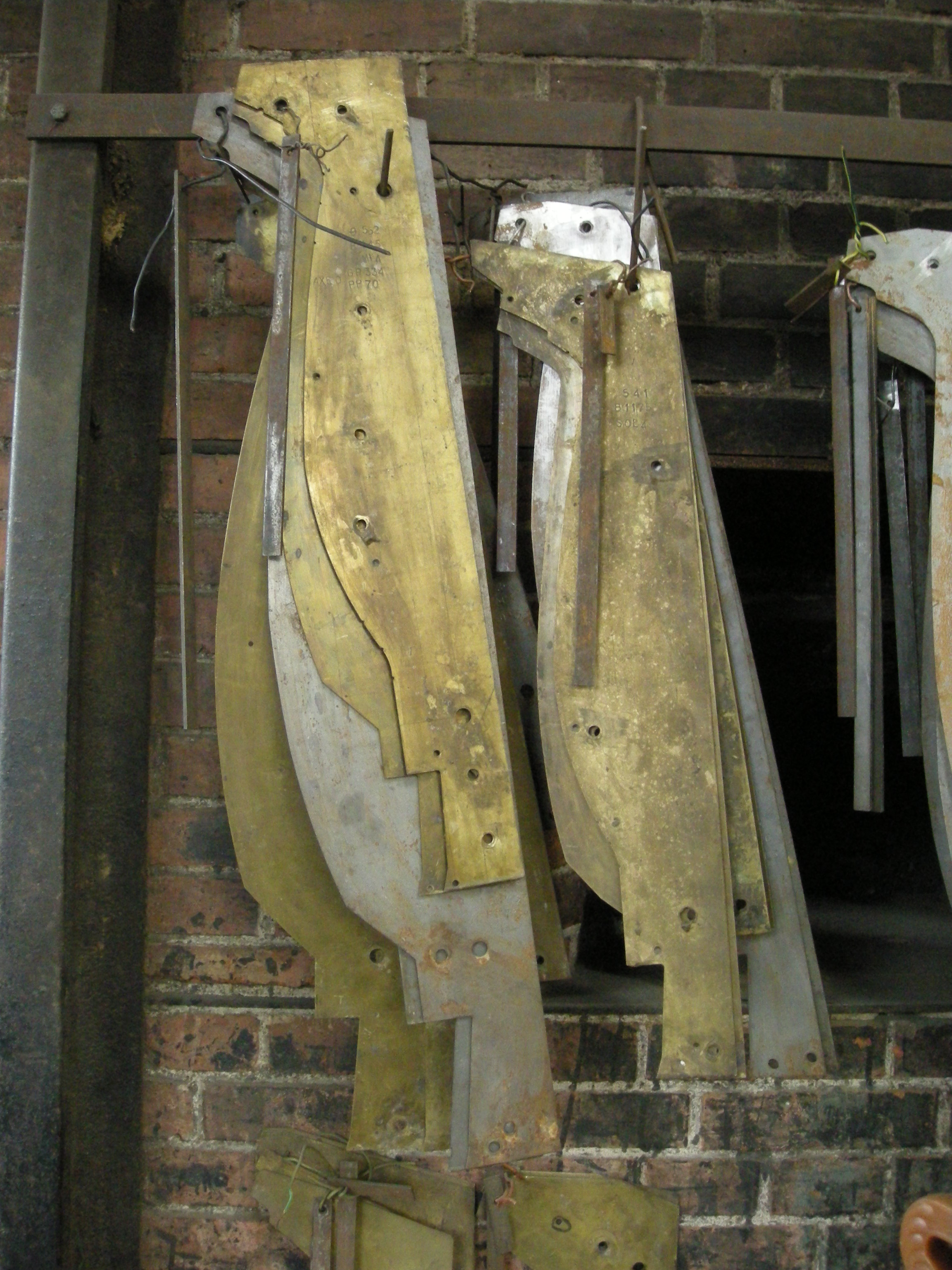
3 • Gabarits intérieurs et extérieurs.
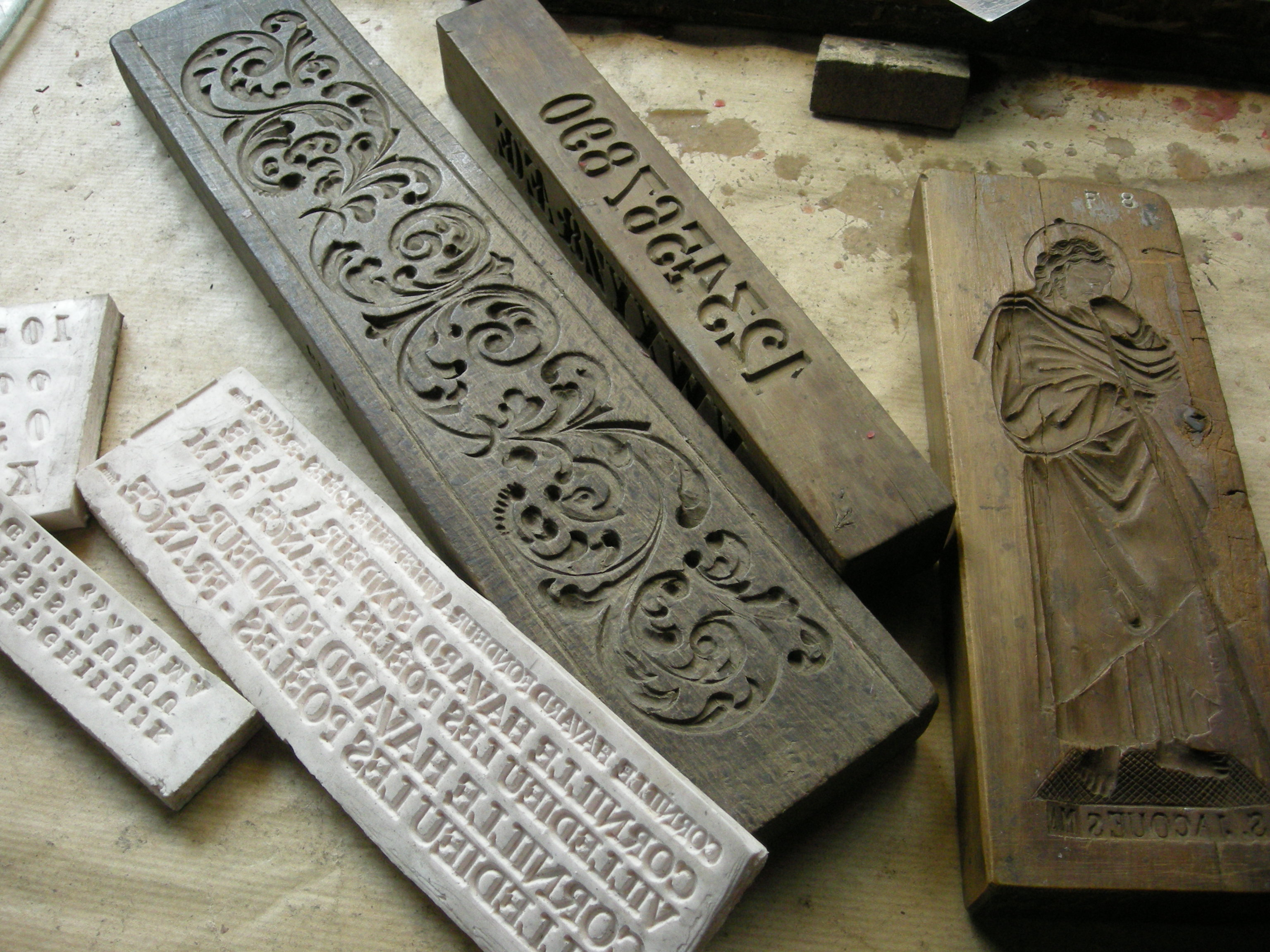
4 • Matrices pour l'estampage des décors.

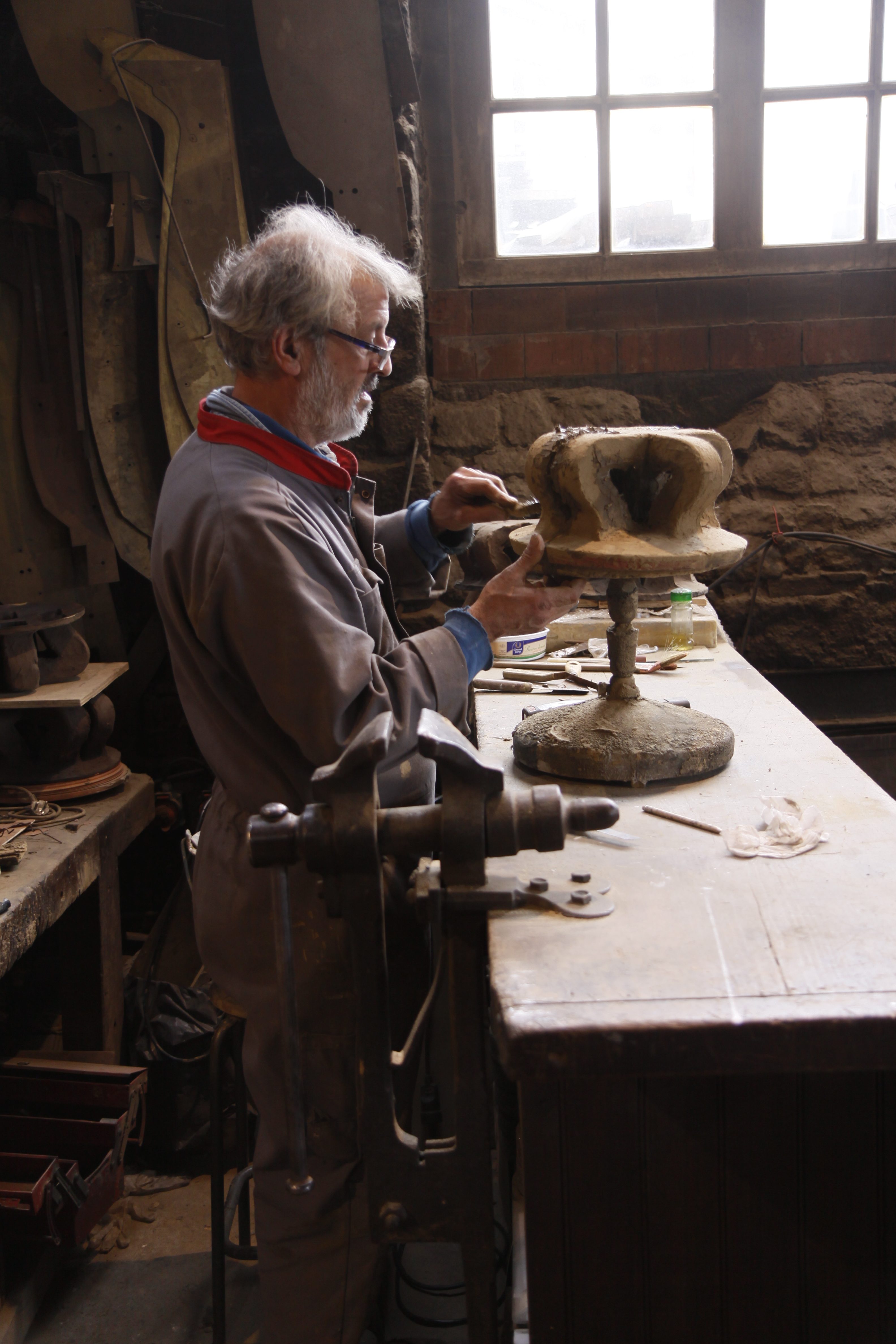
5 • Fabrication d'anses.
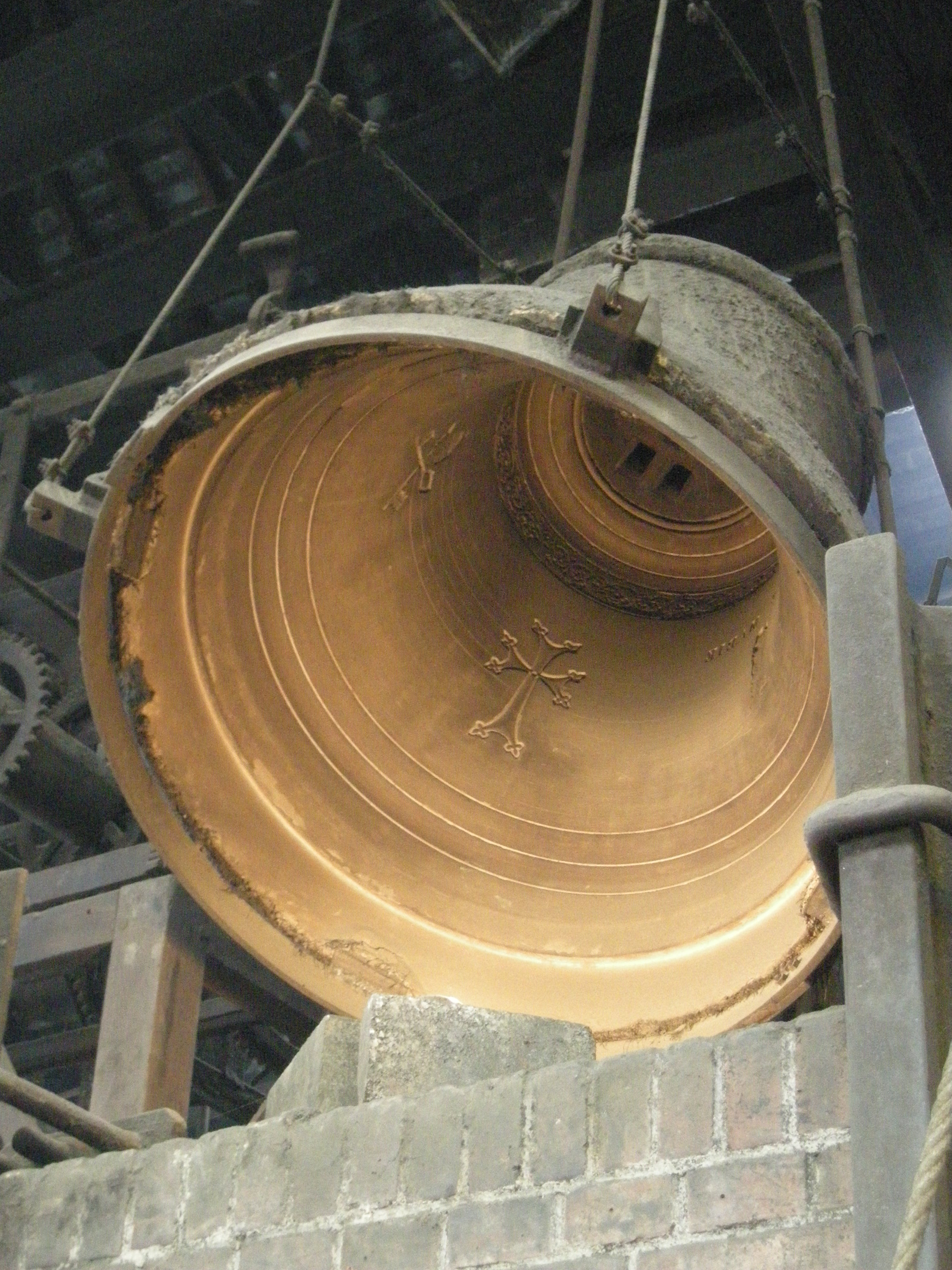
6 • Décor en creux.
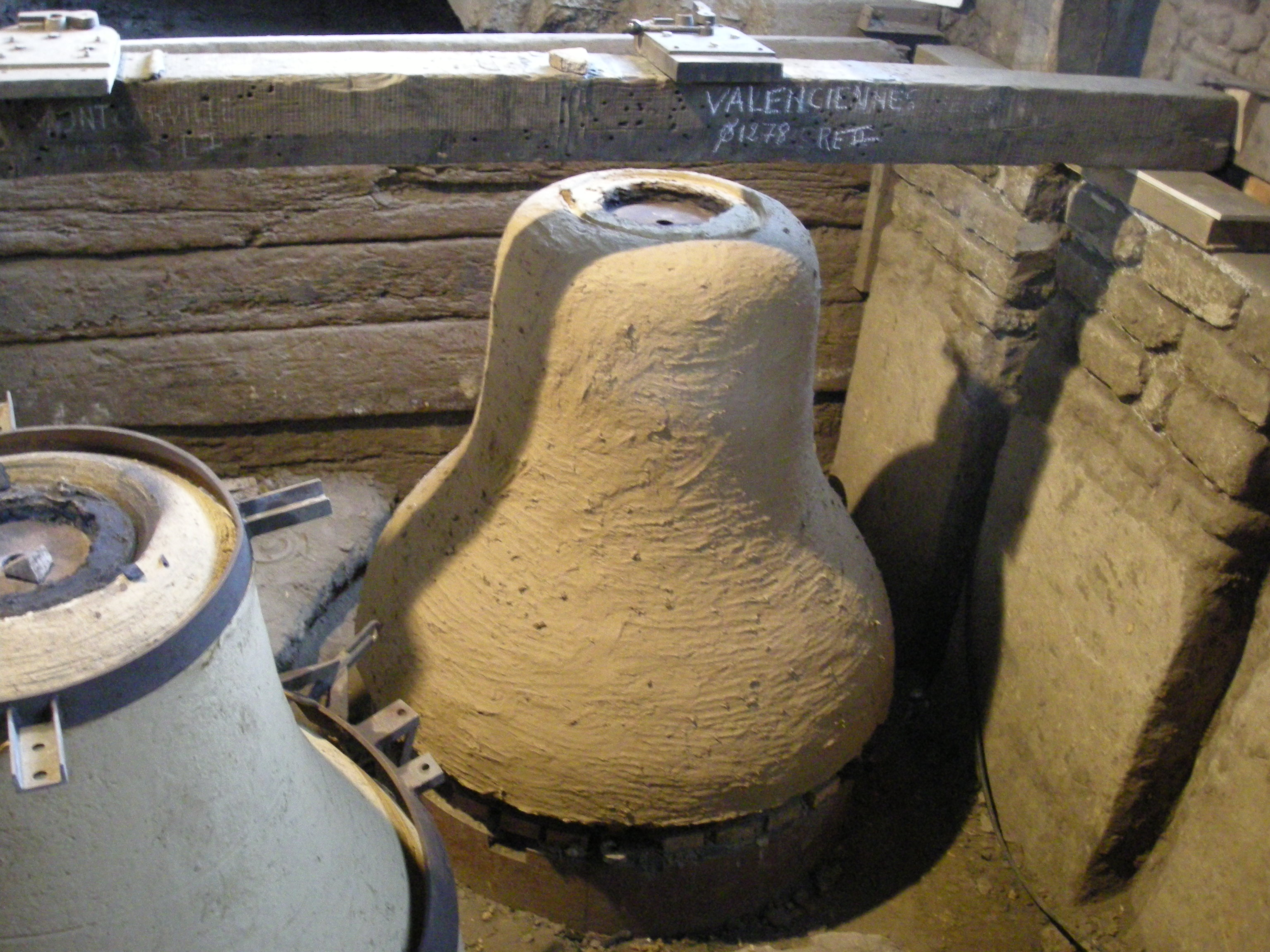
7 • Fosse Diderot pour les grosses pièces.
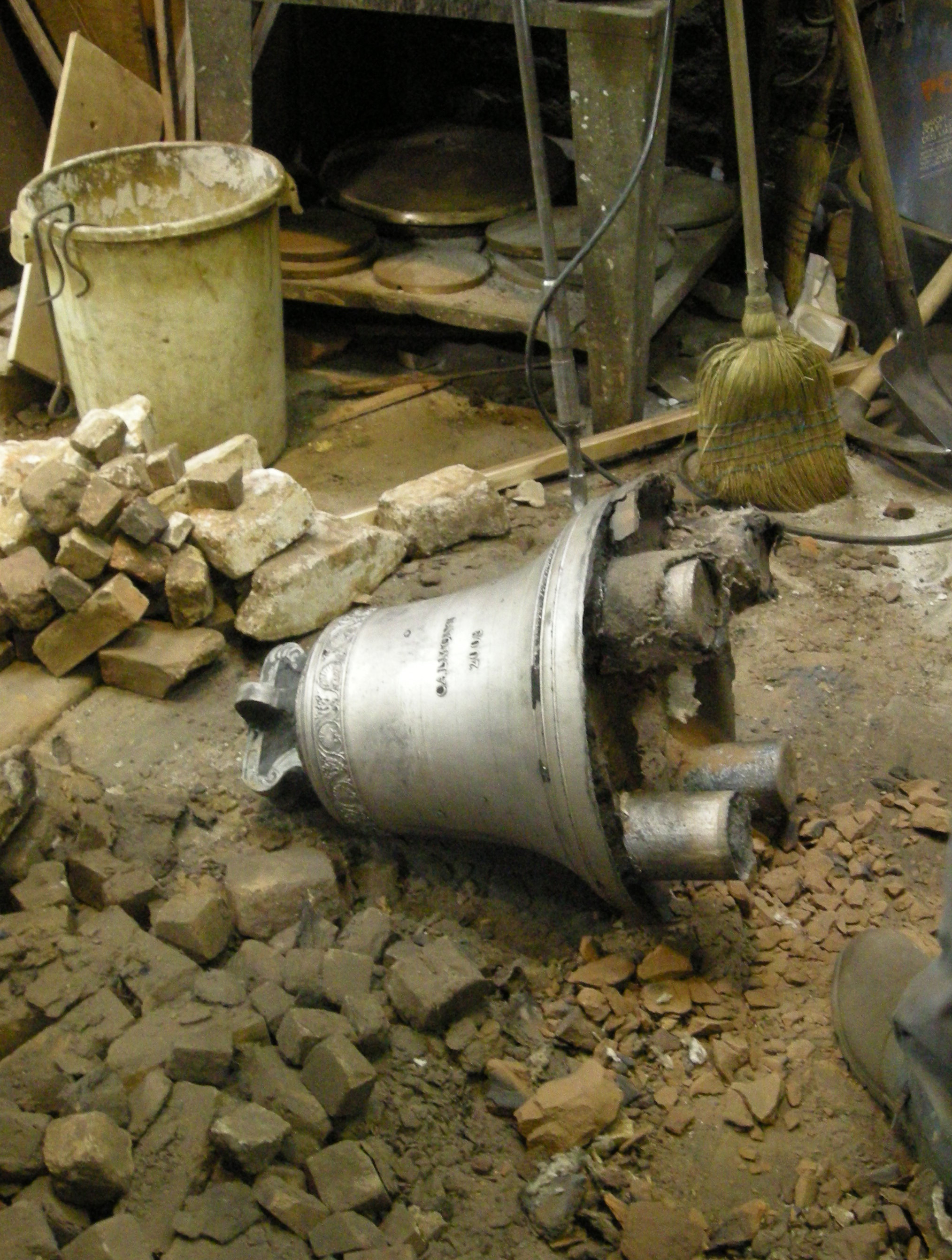
9 • Démoulage manuel.

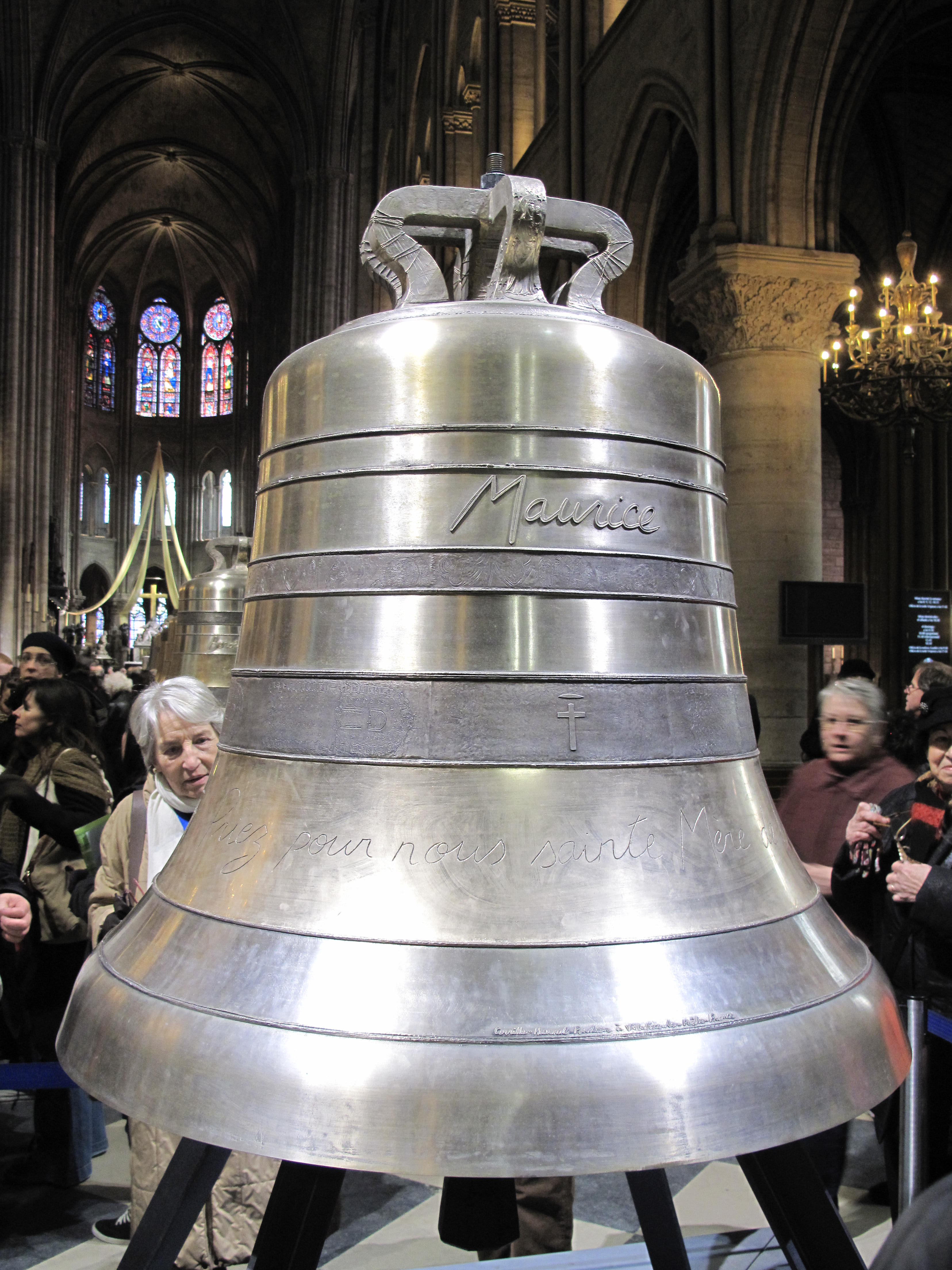
La Cloche Maurice (gis1) pour Notre-Dame de Paris (2012). Elle pèse 1 tonne et sonne un Sol#.
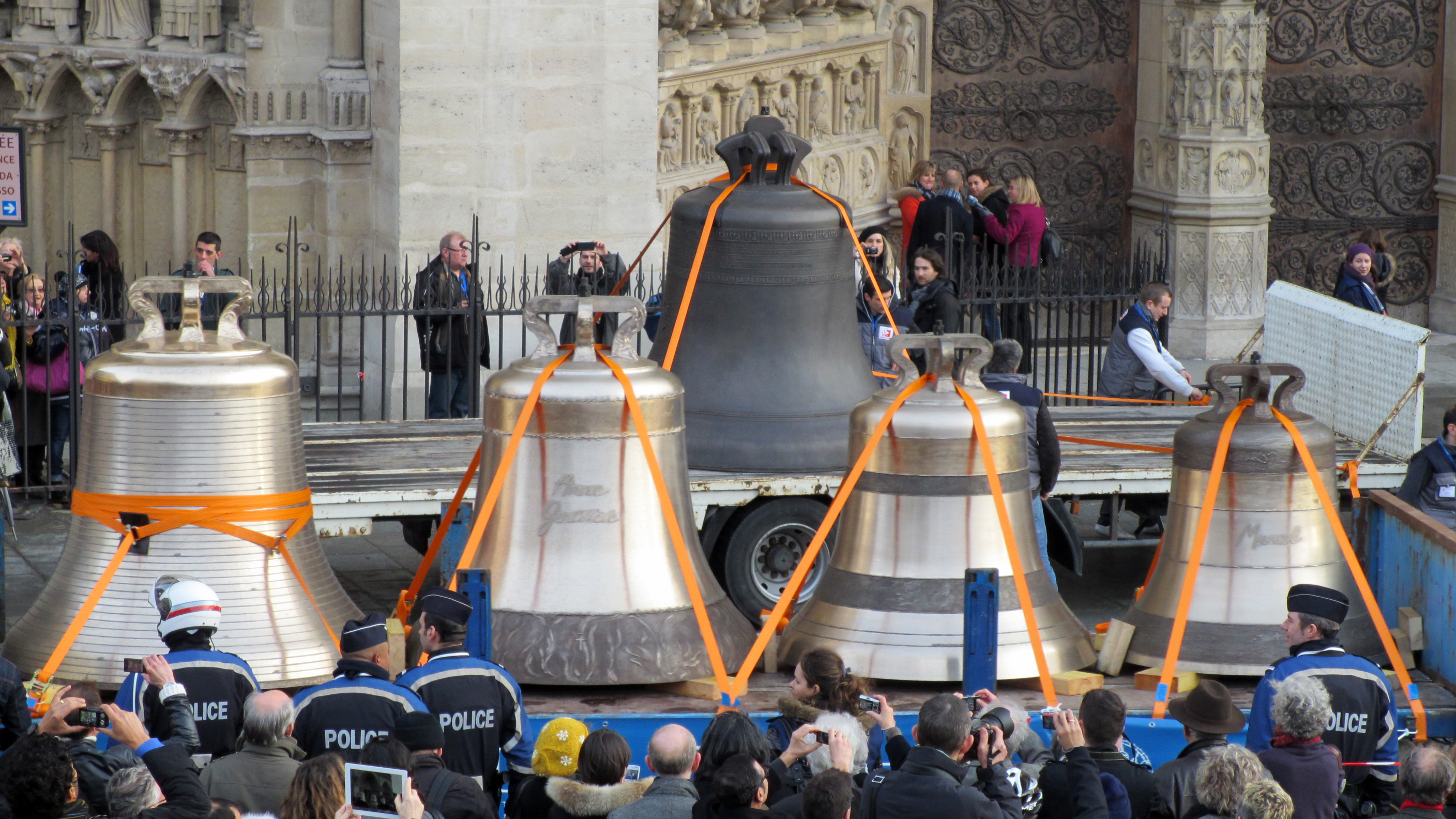
Quatre des nouvelles cloches de Notre-Dame à leur arrivée devant la cathédrale le 31 janvier 2013.
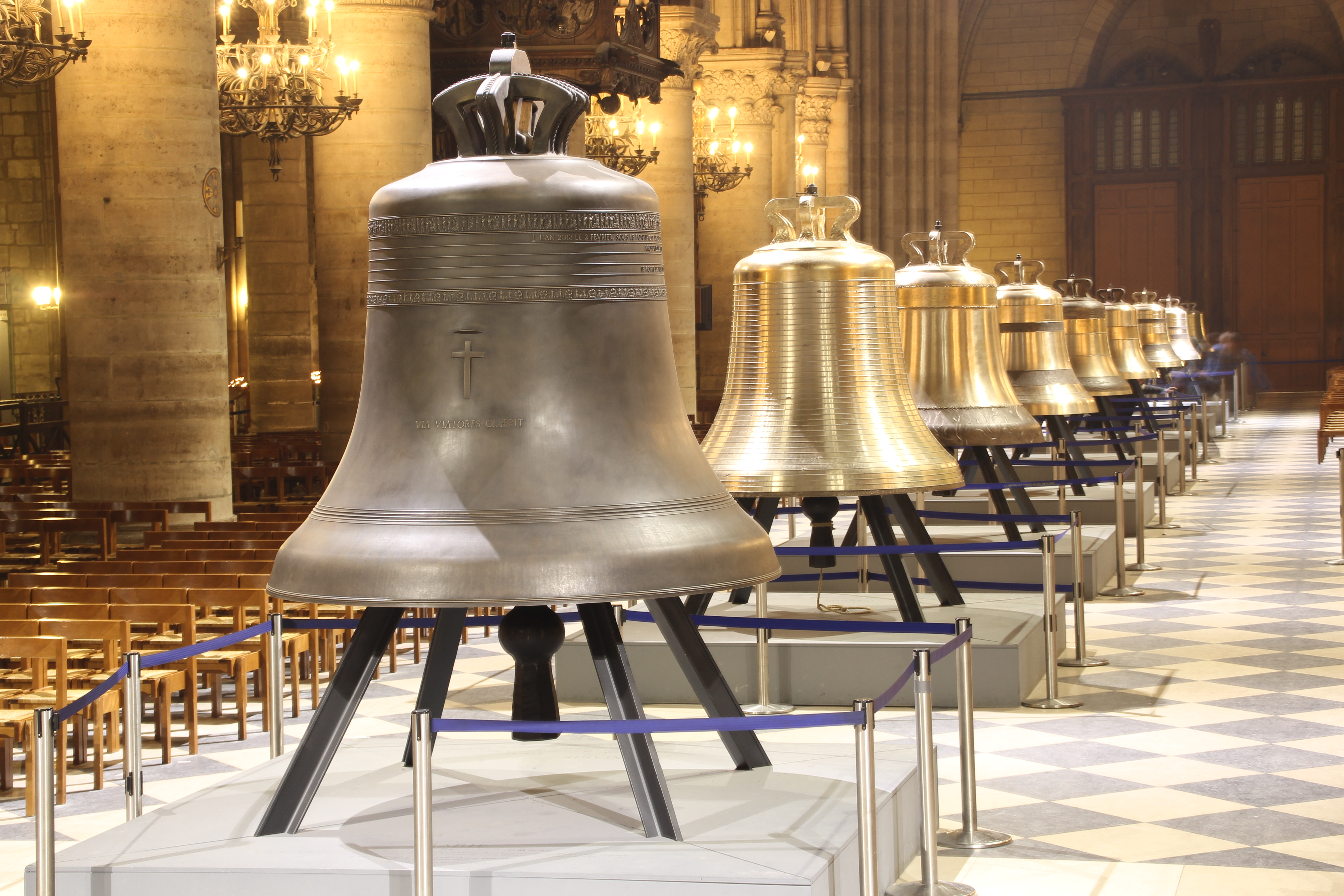
Cathédrale Notre-Dame de Paris, les nouvelles cloches installées en 2013.

## Récompenses
- 1998 : 
  - Titre de « Maître d'art » décerné à Luigi Bergamo, directeur de la fonderie, pour son travail de recherche et de consolidation des savoirs

- 2011 : 
  - Prix du rayonnement du Trophée Force 50
  - Lettre de bénédiction du pape Benoit XVI pour le bourdon de l’Église Saint-Étienne de Mulhouse

- 2012 : 
  - Lettre de bénédiction du pape Benoit XVI pour les huit nouvelles cloches de l’église de Għajnsielem (Gozo, Malte)

- 2013 : 
  - Prix du bâtiment dans la catégorie Métiers d’Art de l’Académie d’architecture
  - Lettre de bénédiction du pape François pour l’inauguration de la sonnerie des neuf nouvelles cloches de la cathédrale Notre-Dame de Paris.
  - Lettre de bénédiction du pape Benoit XVI pour la bénédiction des neuf nouvelles cloches de la cathédrale Notre-Dame de Paris.

- 2014 : 
  - Prix National « Coup de cœur du public » à la 8e édition Stars et Métiers
  - Prix National de la « Stratégie globale d’innovation » à la 8e édition Stars et Métiers
 (Prix Stars & Métiers : Paul BERGAMO, lauréat national 2014)
  - Trophée Artisans Mag’ dans la catégorie Stratégie de développement.